# Doleschallia sinda
Doleschallia sinda är en fjärilsart som beskrevs av Hans Fruhstorfer 1912. Doleschallia sinda ingår i släktet Doleschallia och familjen praktfjärilar. Inga underarter finns listade i Catalogue of Life.